# Hadestown
Hadestown est une comédie musicale dont les musiques, paroles et livret sont d'Anaïs Mitchell (en). Elle s'inspire de l'ancien mythe grec d'Orphée et d'Eurydice, où Orphée se rend aux enfers pour sauver sa fiancée Eurydice.
La version originale de la comédie musicale a été créée dans la ville de Barre, Vermont en 2006. Il y avait aussi une production à Vergennes la même année et une tournée entre le Vermont et le Massachusetts en 2007. Ensuite, Mitchell, incertaine de l'avenir de la comédie musicale, a tourné dans un album concept, sorti en 2010.
En 2012, Mitchell rencontre la réalisatrice Rachel Chavkin avec qui elle commence à retravailler le spectacle, avec des chansons et des dialogues supplémentaires. La nouvelle version de la comédie musicale, développée pour la scène et dirigée par Chavkin, a été créée Off-Broadway au New York Theatre Workshop le 6 mai 2016 et s'est poursuivie jusqu'au 31 juillet. Après des productions à Edmonton et à Londres, le spectacle a été présenté en avant-première à Broadway en mars 2019.
La production de Broadway a été acclamée par la critique et a reçu de nombreux prix et nominations. À la 73e cérémonie des Tony Awards, Hadestown a reçu un total de 14 nominations (le plus pour la soirée) et en a remporté huit, dont celle de la meilleure comédie musicale et de la meilleure partition originale.

## Synopsis

### Acte I
Dans un décor post-apocalyptique inspiré de la Grande Dépression, le dieu Hermès entre pour raconter l'histoire et présenter chacun des personnages ("Road to Hell"). Ceci est suivi par les trois destins regardant Eurydice alors qu'elle erre dans la terre mourante à la recherche d'un abri ("Any Way the Wind Blows"). Orphée, le pupille d'Hermès, rencontre Eurydice et lui demande de l'épouser avec quelques encouragements d'Hermès ("Come Home With Me"). Eurydice est douteuse puisqu'ils vivent tous les deux dans la pauvreté et qu'elle veut une vie de stabilité. Orphée, un musicien, la persuade en lui disant qu'il est en train d'écrire une chanson qui ramènera le monde à son état harmonieux d'origine, et qu'ils n'auront plus à lutter ("Wedding Song").
Après un intermède dans lequel Orphée raconte l'histoire du couple pieux Hadès et Perséphone ("Epic I"), Persephone arrive pour célébrer la brève joie de l'été apportée à ses côtés ("Livin 'it Up on Top"). Orphée porte un toast à Perséphone et exprime l'espoir pour son avenir avec Eurydice, qui réfléchit sur son amour grandissant pour Orphée malgré son indépendance ("All I've Ever Known"). Les deux jurent que leur amour ne changera jamais tant qu'ils resteront l'un avec l'autre.
L'hiver arrive, et avec lui un train pour ramener une Perséphone réticente à Hadestown - l'usine souterraine d'Hadès. Orphée et Eurydice regardent Perséphone exprimer sa misère de devoir retourner à l'usine, tandis que les Destins semblent louer les richesses d'Hadestown. Bien qu'ayant entendu parler du traitement dur de Hadès envers ses travailleurs, Eurydice est intriguée ("Way Down Hadestown"). Alors qu'un hiver particulièrement rigoureux progresse, Orphée continue d'écrire sa chanson tandis qu'Eurydice cherche désespérément de la nourriture et du bois de chauffage pour les deux ("A Gathering Storm" / "Epic II"). Au même moment, Hadès et Perséphone se disputent le déclin de leur propre relation ("Chant").
Hadès quitte l'usine pour trouver quelqu'un qui appréciera la sécurité et le confort d'Hadestown. Il tombe sur une Eurydice affamée et lui offre une chance de le rejoindre dans une vie sûre loin de la pauvreté ("Hey Little Songbird"). Les Destins arrivent et exhortent Eurydice à mettre sa survie en premier en acceptant l'offre d'Hadès ("When the Chips are Down"). Alors qu'Orphée travaille sur sa chanson, Eurydice choisit la survie et décide de suivre Hadès à l'usine ("Gone, I'm Gone"). Quand Orphée revient à la recherche d'Eurydice, Hermès lui dit qu'elle est partie à Hadestown; Orphée s'engage à la récupérer, et Hermès dit à Orphée comment s'y rendre sans utiliser le train d'Hadès ("Wait For Me"). Eurydice arrive à Hadestown, et commence son travail sur le mur qui l'entoure ("Why We Build the Wall").

### Acte II
À la suite d'un entracte dans lequel Perséphone se présente elle-même et le groupe ("Our Lady Of The Underground"), on voit Eurydice se rendre compte qu'en donnant sa vie à Hadestown, tous ses souvenirs seront bientôt perdus en échange d'un travail insensé et elle peut ne jamais y retourner à moins qu'Hadès ne dise le contraire ("Way Down Hadestown (Reprise)"). Elle chante ses regrets alors que ses souvenirs de la surface commencent lentement à s'estomper ("Flowers").
Orphée, ayant fait son chemin à Hadestown en suivant les instructions d'Hermès, trouve Eurydice et la supplie de rentrer à la maison avec lui ("Come home with me (Reprise)"). Hades arrive et révèle à Orphée qu'Eurydice est allé à Hadestown volontairement et tente de le chasser de sa propriété ("Papers"). Ceci est immédiatement suivi par les Destins disant à un Orphée, épuisé, de renoncer à sauver Eurydice ("Nothing Changes"). Orphée chante son désespoir de perdre Eurydice, inspirant les citoyens d'Hadestown à le suivre et à s'opposer aux conditions dans lesquelles ils sont obligés de travailler, ce qui est attesté par Persephone ("If It's True"). Touché par la musique d'Orphée, Persephone dit à Hadès de laisser partir Eurydice ("How Long"), ce qui l'amène à offrir par moquerie à Orphée une chance de chanter avant de le tuer ("Chant (Reprise)"). Orphée chante la version complète de la chanson qu'il a écrite tout ce temps, rappelant à Hadès son amour pour Persephone ("Epic III"). Orphée et Eurydice affirment leur amour l'un pour l'autre et cette fois, promettent de rester l'un avec l'autre quelles que soient les difficultés auxquelles ils sont confrontés («Promises»). Hadès est plus affecté par la chanson d'Orphée qu'il ne s'y attendait, et le destin explique son dilemme : s'il tue Orphée, il devient un martyr, mais s'il le laisse partir, alors il perd son contrôle autoritaire sur l'usine, étant donné que les ouvriers ont commencé à manifester pour leur propre liberté («Word to the Wise»). Hadès décide de laisser leur sort entre les mains d'Orphée : le couple peut partir ensemble, mais Orphée doit les conduire. S'il se retourne pour voir si Eurydice le suit, elle appartiendra à Hades pour toujours ("His Kiss, the Riot").
Hermès explique la décision d'Hadès à Orphée et Eurydice. Alors qu'Hadès et Persephone promettent de donner à leur relation une autre chance la prochaine fois qu'elle retourne à Hadestown, Orphée commence la marche hors de Hadestown avec Eurydice le suivant ("Wait for Me (Reprise)"). Orphée le fait jusqu'à la toute fin du voyage, quand il est submergé par le doute et se tourne pour chercher Eurydice - seulement pour voir qu'elle a été juste derrière lui tout au long, la condamnant ainsi à rester à Hadestown pour toujours ("Doubt Comes In").
Hermès, maintenant sombre, réfléchit à la fin de l'histoire ; il le fait via une reprise de la première chanson, et recommence ainsi à raconter l'histoire. En expliquant, il remarque que peu importe le nombre de fois qu'ils la chantent, les gens espèrent toujours une fin plus heureuse - et que c'est la valeur de continuer à chanter le conte, et des dons d'Orphée ("Road to Hell (Reprise)"). Le spectacle se termine avec Persephone et Eurydice levant un toast à Orphée après l'appel du rideau, réitérant le thème de l'espoir malgré des circonstances malheureuses ("We Raise our Cups").

## Numéros musicaux

### New York Theatre Workshop, New York
Toutes les chansons sont adaptées de l'album de Mitchell, à part "Any Way the Wind Blows" de son album Xoa, sauf indication contraire.
| Acte I - "Any Way the Wind Blows"† – les parques - "Road to Hell"‡ – Hermes, la troupe - "Come Home With Me"†‡ – Orpheus, Eurydice - "Wedding Song"† – Eurydice, Orpheus - "Epic I"†‡ – Orpheus, la troupe - "Livin' it Up on Top"‡ – Persephone, Orpheus, Hermes, la troupe - "All I've Ever Known"‡ – Eurydice, Orpheus - "Way Down Hadestown" – Hermes, Persephone, Orpheus, Eurydice, les parques, Hades - "Epic II" – Orpheus - "Chant"‡ – Orpheus, Persephone, Hades, Eurydice, la troupe - "Hey, Little Songbird" – Hades, Eurydice - "When the Chips are Down" – les parques, Eurydice - "Gone, I'm Gone" – Eurydice, les parques - "Wait for Me" – Orpheus, Hermes, la troupe - "Why We Build the Wall" – Hades, la troupe | Acte II - "Our Lady of the Underground" – Persephone, la troupe - "Way Down Hadestown II"‡ – Hermes, Eurydice, les parques - "Flowers"† – Eurydice - "Come Home With Me II"†‡ – Orpheus, Eurydice, les parques - "Papers"† – Hades, Hermes, Orpheus - "Nothing Changes"† – les parques - "If It's True"† – Orpheus, Hermes - "How Long?"† – Persephone, Hades - "Chant" (Reprise)‡ – Hermes, Orpheus, Hades, Persephone, Eurydice, les parques - "Epic III" – Orpheus, Hades, la troupe - "Lover's Desire"† – Instrumental - "Word to the Wise"‡ – les parques - "His Kiss, The Riot" – Hades - "Promises"‡ – Orpheus, Eurydice - "Wait for Me" (Reprise)‡ – Hermes, Persephone, Hades, Eurydice, les parques - "Doubt Comes In" – les parques, Orpheus, Eurydice - "Road to Hell" (Reprise)‡ – Hermes - "I Raise My Cup"† – Persephone |

† Non inclus sur l'enregistrement original Cast
‡ Morceau original

### Citadel Theatre - Edmonton
| Acte I - "Road to Hell I" – Hermes, la troupe - "Any Way the Wind Blows" – les parques - "Come Home With Me I" – Orpheus, Eurydice - "Wedding Song" – Eurydice, Orpheus - "Living It Up On Top" – Persephone, Orpheus, Hermes, les ouvriers - "All I've Ever Known" – Eurydice, Orpheus - "Way Down Hadestown I" – Hermes, Persephone, Orpheus, Eurydice, les parques, Hades - "Wind Theme" – Hermes, les parques - "Epic I" – Orpheus, les ouvriers - "Chant I" – Orpheus, Persephone, Hades, Eurydice, Hermes, les parques, les ouvriers - "Hey, Little Songbird" – Hades, Eurydice - "When the Chips are Down" – les parques, Eurydice - "Gone, I'm Gone" – Eurydice, les parques - "Wait for Me" – Orpheus, Hermes, les ouvriers - "Why We Build the Wall" – Hades, la troupe | Acte II - "Our Lady of the Underground" – Persephone, la troupe - "Way Down Hadestown II" – Hermes, Eurydice, les parques, - "Flowers" – Eurydice - "Come Home With Me II" – Orpheus, Eurydice, les parques - "Papers" – Hades, Hermes, Orpheus - "Nothing Changes" – les parques - "If It's True" – Orpheus, Hermes - "How Long?" – Persephone, Hades - "Chant II" – Hermes, Orpheus, Hades, Persephone, Eurydice, les ouvriers - "Epic II" – Orpheus, Hades, la troupe - "Lover's Desire" – Instrumental - "Promises" – Orpheus, Eurydice - "Word to the Wise" – les parques - "His Kiss, The Riot" – Hades - "Wait for Me II" – Hermes, Persephone, Hades, Eurydice, les ouvriers - "Doubt Comes In" – les parques, Orpheus, Eurydice - "Road to Hell II" – Hermes - "Curtain Call: I Raise My Cup" – Persephone |

### Royal National Theatre - Londres / Walter Kerr Theatre - Broadway
| Acte I - "Road to Hell" – Hermes, Orpheus, la troupe - "Any Way the Wind Blows" – Hermes, les parques, Eurydice, Orpheus - "Come Home With Me" – Orpheus, Eurydice, les ouvriers - "Wedding Song" – Eurydice, Orpheus, les ouvriers - "Epic I" – Hermes, Orpheus - "Livin' it Up on Top" – Hermes, Persephone, Orpheus, les ouvriers - "All I've Ever Known" – Eurydice, Orpheus, Hermes - "Way Down Hadestown" – Hermes, Persephone, les parques, les ouvriers - "A Gathering Storm" – Hermes, Eurydice, Orpheus, les parques - "Epic II" – Orpheus, les ouvriers - "Chant" – Persephone, Hades, Eurydice, Orpheus, Hermes, les parques, les ouvriers - "Hey, Little Songbird" – Hades, Eurydice - "When the Chips are Down" – les parques, Eurydice, Hermes, Hades - "Gone, I'm Gone" – Eurydice, les parques - "Wait for Me" – Hermes, Orpheus, les parques, les ouvriers - "Why We Build the Wall" – Hades, Eurydice, Hermes, Persephone, la troupe | Acte II - "Our Lady of the Underground" – Persephone, la troupe - "Way Down Hadestown (Reprise)" – Fates, Eurydice, Hermes, les ouvriers - "Flowers" – Eurydice - "Come Home With Me (Reprise)" – Orpheus, Eurydice - "Papers" – Hades, Hermes, Orpheus, Eurydice, Persephone - "Nothing Changes" – les parques - "If It's True" – Orpheus, Hermes, les ouvriers - "How Long?" – Persephone, Hades - "Chant (Reprise)" – Hermes, Hades, Orpheus, Persephone, Eurydice, les ouvriers - "Epic III" – Orpheus, Hermes, la troupe - "Promises" – Eurydice, Orpheus - "Word to the Wise" – les parques - "His Kiss, the Riot" – Hades - "Wait for Me (Reprise)" – Hermes, Orpheus, Eurydice, Persephone, Hades, les parques, les ouvriers - "Doubt Comes In" – les parques, Orpheus, Eurydice, les ouvriers - "Road to Hell (Reprise)" – Hermes, la troupe - "We Raise our Cups" – Persephone, Eurydice, la troupe |

## Distribution
| Personnage  | Tournée Vermont/Massachusetts 2007             | Album concept 2010 | Troupe Off-Broadway 2016             | Troupe pre-Broadway 2017,                        | Troupe originale de West End 2018                 | Troupe originale de Broadway 2019                   |
| ----------- | ---------------------------------------------- | ------------------ | ------------------------------------ | ------------------------------------------------ | ------------------------------------------------- | --------------------------------------------------- |
| Orpheus     | Ben Campbell                                   | Justin Vernon      | Damon Daunno                         | Reeve Carney                                     | Reeve Carney                                      | Reeve Carney                                        |
| Eurydice    | Anaïs Mitchell                                 | Anaïs Mitchell     | Nabiyah Be                           | T.V. Carpio                                      | Eva Noblezada                                     | Eva Noblezada                                       |
| Hadès       | David Symons                                   | Greg Brown         | Patrick Page                         | Patrick Page                                     | Patrick Page                                      | Patrick Page                                        |
| Perséphone  | Miriam Bernardo                                | Ani DiFranco       | Amber Gray                           | Amber Gray                                       | Amber Gray                                        | Amber Gray                                          |
| Hermès      | Ben T. Matchstick                              | Ben Knox Miller    | Chris Sullivan                       | Kingsley Leggs                                   | André De Shields                                  | André De Shields                                    |
| Les Parques | Sarah-Dawn Albani Lisa Raatikainen Nessa Rabin | The Haden Triplets | Lulu Fall Jessie Shelton Shaina Taub | Jewelle Blackman Kira Guloien Evangelia Kambites | Carly Mercedes Dyer Rosie Fletcher Gloria Onitiri | Jewelle Blackman Yvette Gonzales-Nacer Kay Trinidad |

## Productions

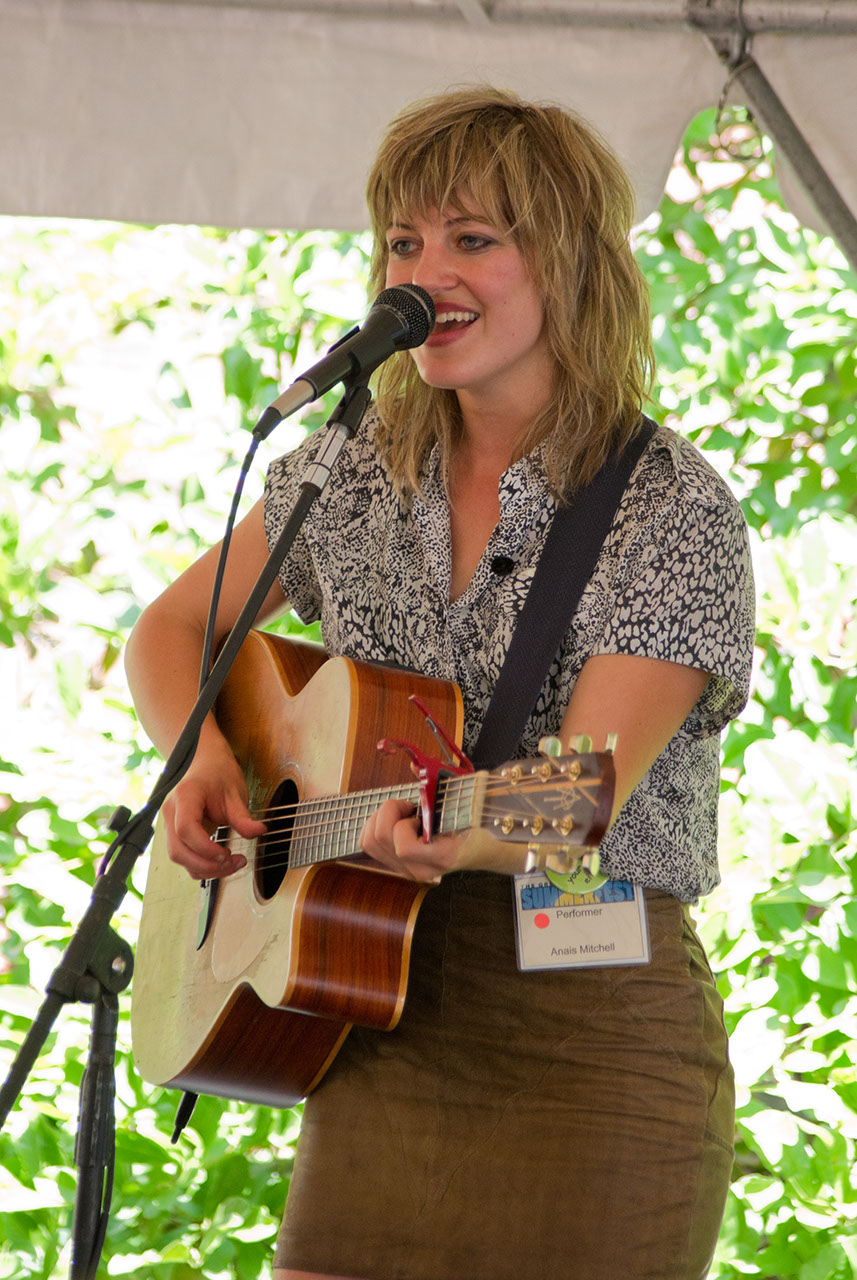
Anaïs Mitchell

Hadestown est présenté comme production théâtrale dans les villes de Barre et Vergennes en 2006, avant de se lancer dans une tournée de sept jours et dix villes entre l'État d'origine d'Anaïs Mitchell, le Vermont et le Massachusetts en 2007,. L'équipe créative comprenait le principal orchestrateur / arrangeur Michael Chorney et le réalisateur / designer Ben T. Matchstick, ainsi qu'un casting composé d'artistes locaux du Vermont,. En 2010, un album de concept est sorti.
Anaïs Mitchell a rencontré Rachel Chavkin en 2012 après avoir regardé une représentation de Natasha, Pierre & The Great Comet of 1812 mis en scène par Chavkin. Dans la transition de l'album concept à la comédie musicale, Mitchell écrit 15 chansons supplémentaires et ajoute un dialogue pour clarifier l'histoire. Les 15 nouvelles chansons sont développées après que Mitchell et Chavkin aient discuté des lacunes de l'histoire de l'album. Michael Chorney créé les orchestrations et les arrangements primaires avec Todd Sickafoose contribuant à d'autres co-arrangements et orchestrations. Hadestown est créée à l'atelier de théâtre de New York pour une première représentation du 3 mai au 3 juillet 2016, mais a ensuite été prolongée en raison du succès jusqu'au  31 juillet. La production mettait en vedette Damon Daunno dans le rôle d'Orpheus, Nabiyah Be dans le rôle d'Eurydice, Amber Grey dans Persephone, Patrick Page dans Hades, Chris Sullivan comme Hermes, et Lulu Fall, Jessie Shelton et Shaina Taub comme les destins,.
Le 14 octobre 2016, un EP sort comportant quatre chansons de la comédie musicale, enregistrées en direct les 28 et 29 juin 2016. Un album live complet est sorti le 6 octobre 2017.
Hadestown a été présenté en Off-Broadway dans le cadre de la saison 2017-2018 au Citadel Theatre à Edmonton, Alberta, Canada. Rachel Chavkin a de nouveau occupé le poste de metteur en scène, avec des représentations du 11 novembre au 3 décembre 2017, avec Amber Gray et Patrick Page reprenant leurs rôles. La production a été présentée en collaboration avec Mara Isaacs et Dale Franzen, qui ont produit la production Off-Broadway.
Avant un transfert à Broadway en 2019, Hadestown a été joué au Olivier Theatre du Royal National Theatre de Londres. Faisant ses débuts au Royaume-Uni, il s'est déroulé du 2 novembre 2018 au 26 janvier 2019. L'équipe de production comprenait Rachel Hauck pour la conception scénique, Michael Krass pour la conception des costumes, Bradley King pour la conception d'éclairage, Nevin Steinberg et Jessica Paz pour le son design, David Neumann pour la chorégraphie et Liam Robinson pour la direction musicale. Patrick Page, Amber Gray et Reeve Carney ont repris leurs performances dans la production du Théâtre National, rejoints par Eva Noblezada, André De Shields (qui avait participé à quelques premiers ateliers de la production), Carly Mercedes Dyer, Rosie Fletcher et Gloria Onitiri.
Hadestown a ouvert ses portes à Broadway au Walter Kerr Theatre, avec des avant-premières commençant le 22 mars 2019 et la soirée d'ouverture fixée au 17 avril 2019. Page, Gray, De Shields, Carney et Noblezada reprennent leurs performances pour la production de Broadway, et sont rejoints par Jewelle Blackman, Yvette Gonzales-Nacer et Kay Trinidad. L'équipe de production réunit également Hauck pour la conception scénique, Krass pour la conception de costumes, King pour la conception d'éclairage, Steinberg et Jessica Paz pour la conception sonore, Neumann pour la chorégraphie et Robinson pour la direction musicale. Depuis le 12 mars 2020, le spectacle est suspendu en raison de la pandémie de Covid-19. 

## Enregistrements
Anaïs Mitchell a sorti l'album concept Hadestown, basé sur la comédie musicale. Il est sorti le 9 mars 2010 chez Righteous Babe Records.
Un enregistrement en direct de la production Off-Broadway a été publié numériquement et sur CD le 6 octobre 2017 via Parlophone Records. Un EP de quatre titres intitulé Why We Build The Wall (Selections from Hadestown. The Myth. The Musical. Live Original Cast Recording) est sorti le 13 octobre 2016 pour faire la promotion de l'album.
Un enregistrement de la production de Broadway est sorti dans son intégralité le 26 juillet 2019 via Sing It Again Records,. 

## Récompenses et nominations

### Production Off-Broadway
| Année | Récompense                           | Catégorie                                                    | Nomination                                                   | Résultat   |
| ----- | ------------------------------------ | ------------------------------------------------------------ | ------------------------------------------------------------ | ---------- |
| 2016  | American Academy of Arts and Letters | Richard Rodgers Award for Musical Theater                    | Richard Rodgers Award for Musical Theater                    | Lauréat    |
| 2017  | Drama Desk Awards                    | Outstanding Musical                                          | Outstanding Musical                                          | Nomination |
| 2017  | Drama Desk Awards                    | Outstanding Lighting Design for a Musical                    | Bradley King                                                 | Nomination |
| 2017  | Drama League Awards                  | Outstanding Production of a Broadway or Off-Broadway Musical | Outstanding Production of a Broadway or Off-Broadway Musical | Nomination |
| 2017  | Lucille Lortel Awards                | Outstanding Musical                                          | Outstanding Musical                                          | Nomination |
| 2017  | Lucille Lortel Awards                | Outstanding Choreographer                                    | David Neumann                                                | Nomination |
| 2017  | Lucille Lortel Awards                | Outstanding Lead Actor in a Musical                          | Patrick Page                                                 | Nomination |
| 2017  | Lucille Lortel Awards                | Outstanding Lead Actress in a Musical                        | Amber Gray                                                   | Nomination |
| 2017  | Lucille Lortel Awards                | Outstanding Featured Actor in a Musical                      | Chris Sullivan                                               | Nomination |
| 2017  | Lucille Lortel Awards                | Outstanding Scenic Design                                    | Rachel Hauck                                                 | Nomination |
| 2017  | Lucille Lortel Awards                | Outstanding Sound Design                                     | Robert Kaplowitz                                             | Nomination |
| 2017  | Outer Critics Circle Awards          | Outstanding New Off-Broadway Musical                         | Outstanding New Off-Broadway Musical                         | Nomination |
| 2017  | Off-Broadway Alliance Awards         | Best New Musical                                             | Best New Musical                                             | Nomination |

### Production Edmonton
| Année | Récompense                      | Catégorie                                                  | Nomination                                                 | Résultat   |
| ----- | ------------------------------- | ---------------------------------------------------------- | ---------------------------------------------------------- | ---------- |
| 2018  | Elizabeth Sterling Haynes Award | Timothy Ryan Award for Outstanding Production of a Musical | Timothy Ryan Award for Outstanding Production of a Musical | Nomination |
| 2018  | Elizabeth Sterling Haynes Award | Outstanding Director                                       | Rachel Chavkin                                             | Nomination |
| 2018  | Elizabeth Sterling Haynes Award | Outstanding Performance by an Actress in a Supporting Role | Amber Gray                                                 | Lauréat    |
| 2018  | Elizabeth Sterling Haynes Award | Outstanding Set Design                                     | Rachel Hauck                                               | Nomination |
| 2018  | Elizabeth Sterling Haynes Award | Outstanding Costume Design                                 | Michael Krass                                              | Nomination |
| 2018  | Elizabeth Sterling Haynes Award | Outstanding Lighting Design                                | Bradley King                                               | Lauréat    |
| 2018  | Elizabeth Sterling Haynes Award | Outstanding Musical Director                               | Liam Robinson                                              | Nomination |
| 2018  | Elizabeth Sterling Haynes Award | Outstanding Choreography or Fight Direction                | David Neumann                                              | Nomination |

### Production Broadway
| Année | Récompense                                   | Catégorie                                                      | Nomination | Résultat   |
| ----- | -------------------------------------------- | -------------------------------------------------------------- | --- | ---------- |
| 2019  | Tony Awards,                                 | Best Musical                                                   | Best Musical | Lauréat    |
| 2019  | Tony Awards,                                 | Best Book of a Musical                                         | Anaïs Mitchell | Nomination |
| 2019  | Tony Awards,                                 | Best Original Score                                            | Anaïs Mitchell | Lauréat    |
| 2019  | Tony Awards,                                 | Best Performance by an Actress in a Leading Role in a Musical  | Eva Noblezada | Nomination |
| 2019  | Tony Awards,                                 | Best Performance by an Actor in a Featured Role in a Musical   | André De Shields | Lauréat    |
| 2019  | Tony Awards,                                 | Best Performance by an Actor in a Featured Role in a Musical   | Patrick Page | Nomination |
| 2019  | Tony Awards,                                 | Best Performance by an Actress in a Featured Role in a Musical | Amber Gray | Nomination |
| 2019  | Tony Awards,                                 | Best Scenic Design in a Musical                                | Rachel Hauck | Lauréat    |
| 2019  | Tony Awards,                                 | Best Costume Design in a Musical                               | Michael Krass | Nomination |
| 2019  | Tony Awards,                                 | Best Lighting Design in a Musical                              | Bradley King | Lauréat    |
| 2019  | Tony Awards,                                 | Best Sound Design of a Musical                                 | Nevin Steinberg et Jessica Paz | Lauréat    |
| 2019  | Tony Awards,                                 | Best Direction of a Musical                                    | Rachel Chavkin | Lauréat    |
| 2019  | Tony Awards,                                 | Best Choreography                                              | David Neumann | Nomination |
| 2019  | Tony Awards,                                 | Best Orchestrations                                            | Michael Chorney et Todd Sickafoose | Lauréat    |
| 2019  | Drama Desk Awards                            | Outstanding Featured Actor in a Musical                        | André De Shields | Lauréat    |
| 2019  | Drama Desk Awards                            | Outstanding Director of a Musical                              | Rachel Chavkin | Lauréat    |
| 2019  | Drama Desk Awards                            | Outstanding Choreography                                       | David Neumann | Nomination |
| 2019  | Drama Desk Awards                            | Outstanding Scenic Design for a Musical                        | Rachel Hauck | Nomination |
| 2019  | Drama Desk Awards                            | Outstanding Costume Design for a Musical                       | Michael Krass | Nomination |
| 2019  | Drama Desk Awards                            | Outstanding Lighting Design for a Musical                      | Bradley King | Lauréat    |
| 2019  | Drama Desk Awards                            | Outstanding Sound Design in a Musical                          | Nevin Steinberg et Jessica Paz | Lauréat    |
| 2019  | Drama League Awards                          | Outstanding Production of a Broadway or Off-Broadway Musical   | Outstanding Production of a Broadway or Off-Broadway Musical | Lauréat    |
| 2019  | Drama League Awards                          | Distinguished Performance Award                                | Amber Gray | Nomination |
| 2019  | Drama League Awards                          | Distinguished Performance Award                                | André De Shields | Nomination |
| 2019  | Outer Critics Circle Awards                  | Outstanding New Broadway Musical                               | Outstanding New Broadway Musical | Lauréat    |
| 2019  | Outer Critics Circle Awards                  | Outstanding Book of a Musical (Broadway ou Off-Broadway)       | Anaïs Mitchell | Nomination |
| 2019  | Outer Critics Circle Awards                  | Outstanding New Score (Broadway ou Off-Broadway)               | Anaïs Mitchell | Lauréat    |
| 2019  | Outer Critics Circle Awards                  | Outstanding Actor in a Musical                                 | Reeve Carney | Nomination |
| 2019  | Outer Critics Circle Awards                  | Outstanding Featured Actor in a Musical                        | André De Shields | Lauréat    |
| 2019  | Outer Critics Circle Awards                  | Outstanding Featured Actress in a Musical                      | Amber Gray | Lauréat    |
| 2019  | Outer Critics Circle Awards                  | Outstanding Director of a Musical                              | Rachel Chavkin | Lauréat    |
| 2019  | Outer Critics Circle Awards                  | Outstanding Choreographer                                      | David Neumann | Nomination |
| 2019  | Outer Critics Circle Awards                  | Outstanding Scenic Design (Play or Musical)                    | Rachel Hauck | Nomination |
| 2019  | Outer Critics Circle Awards                  | Outstanding Lighting Design (Play or Musical)                  | Bradley King | Lauréat    |
| 2019  | Outer Critics Circle Awards                  | Outstanding Sound Design (Play or Musical)                     | Nevin Steinberg et Jessica Paz | Nomination |
| 2019  | Outer Critics Circle Awards                  | Outstanding Orchestrations                                     | Michael Chorney et Todd Sickafoose | Nomination |
| 2019  | Broadway.com Audience Awards                 | Favorite New Musical                                           | Favorite New Musical | Nomination |
| 2019  | Broadway.com Audience Awards                 | Favorite Leading Actor in a Musical                            | Reeve Carney | Nomination |
| 2019  | Broadway.com Audience Awards                 | Favorite Leading Actress in a Musical                          | Eva Noblezada | Lauréat    |
| 2019  | Broadway.com Audience Awards                 | Favorite Featured Actor in a Musical                           | Andre de Shields | Nomination |
| 2019  | Broadway.com Audience Awards                 | Favorite Featured Actress in a Musical                         | Amber Gray | Nomination |
| 2019  | Broadway.com Audience Awards                 | Favorite Diva Performance                                      | Amber Gray | Nomination |
| 2019  | Broadway.com Audience Awards                 | Favorite Onstage Pair                                          | Reeve Carney et Eva Noblezada | Nomination |
| 2019  | Broadway.com Audience Awards                 | Favorite New Song                                              | "Wait for Me" | Lauréat    |
| 2019  | Chita Rivera Awards                          |                                                                | |            |
| 2019  | Outstanding Choreography in a Broadway Show  | David Neumann                                                  | Lauréat |            |
| 2019  | Outstanding Female Dancer in a Broadway Show | Amber Gray                                                     | Nomination |            |
| 2019  | Outstanding Ensemble in a Broadway Show      | Outstanding Ensemble in a Broadway Show                        | Nomination |            |
| 2019  | ACCA Award                                   | Outstanding Broadway Chorus                                    | Outstanding Broadway Chorus | Lauréat    |
| 2020  | Grammy Award                                 | Best Musical Theater Album                                     | Reeve Carney, André De Shields, Amber Gray, Eva Noblezada et Patrick Page (principaux solistes); Mara Isaacs, David Lai, Anaïs Mitchell et Todd Sickafoose (producteurs); Anaïs Mitchell (compositrice et parolière) | Lauréat    |